# رالی هیلز (اورگن)
رالی هیلز (به انگلیسی: Raleigh Hills) یک منطقهٔ مسکونی در ایالات متحده آمریکا است، که در شهرستان واشینگتن، اورگن واقع شده‌است. رالی هیلز ۴٫۰ کیلومتر مربع مساحت و ۵٬۸۹۶ نفر جمعیت دارد و ۸۶ متر بالاتر از سطح دریا واقع شده‌است.